# 洛克斯特 (北卡羅萊納州)
洛克斯特（英語：Locust）是一個位於美國北卡羅萊納州卡貝勒斯縣及斯坦利縣的城市。

## 人口
根據2020年美國人口普查的數據，洛克斯特的面積為21.21平方千米，皆為陸地。當地共有人口4537人，而人口密度為每平方千米214人。